# Carlos Soto (Fußballspieler, 1959)
Carlos Fredy Soto Sandoval (* 10. November 1959 in Temuco) ist ein ehemaliger chilenischer Fußballspieler. Der Innenverteidiger absolvierte zwei Länderspiele für die Nationalmannschaft Chiles.

## Karriere

### Verein
Carlos Soto begann 1977 seine Profikarriere bei Ñublense. 1983 wechselte der Verteidiger zum CD Palestino, für den er danach noch zwei weitere Male spielte. Anschließend lief er für den CSD Colo-Colo, den CF Universidad de Chile, Deportes Antofagasta und Regional Atacama in der Primera División auf. Von 1987 bis 1991 sammelte der Abwehrspieler in Mexiko Auslandserfahrung, als er gemeinsam mit Mariano Puyol für den Tampico-Madero FC spielte und danach noch beim Querétaro FC unter Vertrag stand. Seinen einzigen Titel gewann Soto mit Colo-Colo bei der Copa Chile 1985. Bei seiner letzten Karrierestation Regional Atacama stand Soto bei der 0:10-Niederlage seines Klubs gegen seinen Ex-Verein Colo-Colo auf dem Feld; das Spiel mit der größten Tordifferenz seit 1978.

### Nationalmannschaft
Für die Nationalmannschaft Chiles absolvierte Carlos Soto im Juni 1987 seine zwei einzigen Länderspiele. Bei seinem Debüt erzielte er beim 3:1-Erfolg im Freundschaftsspiel gegen Peru den 1:1-Ausgleich. Nur zwei Tage später stand der Defensivspieler erneut im Freundschaftsspiel gegen Peru in der Startelf.

### Erfolge
Colo-Colo
- Copa Chile: 1985